# Понте Сан Ђовани (Анкона)
Понте Сан Ђовани (итал. Ponte San Giovanni) насеље је у Италији у округу Анкона, региону Марке.
Према процени из 2011. у насељу је живело 23 становника. Насеље се налази на надморској висини од 432 м.